# 29 de febrer
El 29 de febrer és el seixantè dia dels anys de traspàs del calendari gregorià. Aquest dia només existeix en aquests anys, és a dir cada quatre anys (vuit en els tombants dels segles el número d'ordre dels quals no és múltiple de 4). Queden 306 dies per a finalitzar l'any.

## Esdeveniments
Països Catalans
- 1147 - Tarascó (en occità Tarascon), Provença: El comte Ramon Berenguer IV arriba a la població, on és homenatjat per barons provençals, per confirmar el domini del casal de Barcelona sobre el comtat de Provença.
- 1976 - Barcelona: Es refunda la CNT, amb un esperit unitari i d'esperança, a la Parròquia de Sant Medir, de Sants.[1]
- 1996 - Barcelona: Inauguració del Museu d'Història de Catalunya.[2]

Resta del món
- 1504 - Jamaica: Cristòfor Colom utilitza el seu coneixement de l'eclipsi que hi haurà aquella nit per convèncer els nadius que li proporcionin provisions.[3]
- 1920 - Txecoslovàquia: L'Assemblea Nacional Txescoslovaca aprova la Constitució democràtica, que reconeix el txec com a idioma oficial.
- 1940 - Hollywood (Califòrnia, EUA): Hattie McDaniel es converteix en la primera afroamericana que rep un Oscar, a la millor actriu secundària per Allò que el vent s'endugué.
- 1960 - Agadir (Marroc): el terratrèmol d'Agadir, de magnitud X a l'escala de Mercalli destrueix la ciutat i provoca la mort de més de 12.000 persones (aproximadament un terç de la població) i 12.000 ferits.
- 1996 - Sarajevo (Bòsnia i Hercegovina): Finalitza el setge de Sarajevo mantingut pels paramilitars i soldats serbis durant la Guerra de Bòsnia, el més llarg contra una gran ciutat en la història militar moderna, des del 5 d'abril de 1992, durant gairebé quatre anys.
- 2004 - Jean-Bertrand Aristide deixa de ser president d'Haití després d'un cop d'estat.
- 2012 - Tòquio: Acaben les obres del Tokyo Skytree.

## Naixements
Països Catalans
- 1856 - Sabadell (Vallès Occidental): Joan Vila i Cinca, pintor català (m. 1938).
- 1880 - Barcelona: Josep Maria Folch i Torres, escriptor català (m. 1950).[4]
- 1884 - Vilafranca del Penedès (Alt Penedès): Ferran Via i Freixas, pianista català, deixeble predilecte d'Enric Granados (m. 1970).
- 1888 - Barcelona: Carles Pi i Sunyer, enginyer industrial, economista, polític i escriptor català (m. 1971).
- 1892 - València: Ana María Ibars Ibars, escriptora i mestra valenciana (m. 1965).[5]
- 1984 - Mataró: Núria Martínez i Prat, jugadora de bàsquet catalana.[6]
- 2000 - Foios: Ferran Torres García, jugador de futbol.

Resta del món
- 1528 - Valladolid, Espanya: Domingo Báñez, teòleg (m. 1604).
- 1792 - Pesaro, Itàlia: Gioacchino Rossini, compositor (m. 1868).[7]
- 1860 - Buffalo, Nova York (EUA): Herman Hollerith, inventor de la màquina tabuladora amb targetes perforades i fundador de la Tabulating Machine Company, que acabaria convertint-se en IBM (m. 1929).
- 1892 - Green Cove Springs: Augusta Savage, escultora, educadora i activista estatunidenca durant el Harlem Renaissance (m. 1962).[8]
- 1896 - Brookline, Massachusetts: William A. Wellman, director de cinema nord-americà (m. 1975).
- 1920 - Neuilly-sur-Seine: Michèle Morgan, actriu francesa de cinema (m. 2016).[9]
- 1940 - Imbros (Turquia): Bartomeu I, patriarca de Constantinoble.
- 1960 - Orà (Algèria): Khalidu Hajji Brahim, de nom artístic Khaled, músic algerià de raï.
- 1972 - Madrid, Espanya: Pedro Sánchez, secretari del Partit Socialista Obrer Espanyol i president del Govern d'Espanya

## Necrològiques
Països Catalans
- 1932, Barcelona: Ramon Casas, pintor, dibuixant i cartellista representatiu del modernisme català (n. 1866).[10]
- 2016, Creixell, Tarragona: Consuelo Colomer Francés, pianista i compositora valenciana. (n.1930)[11]

Resta del món
- 1916, Vaasa, Finlàndia: Alexandra Frosterus-Såltin, pintora i il·lustradora sueca-finlandesa (n. 1837).[12]

## Festes i commemoracions
- Onomàstica: sants Romà de Condat, abat; Hilari I, papa; Dositeu, monjo.